# ダグ・ハーヴェイ (審判員)

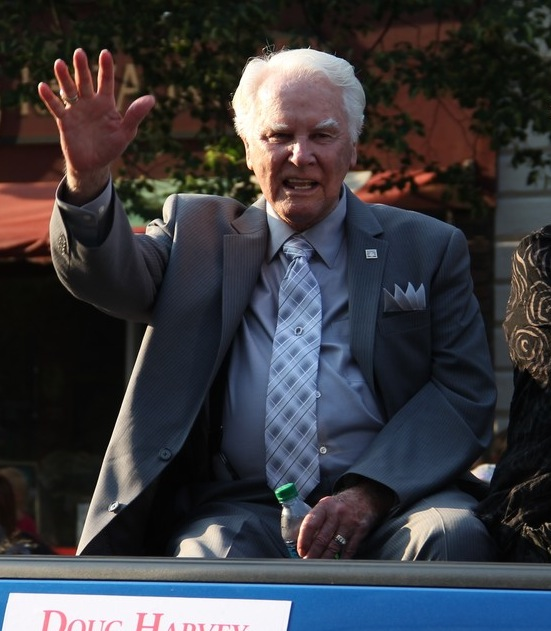
ダグ・ハーヴェイ(2011年殿堂入り表彰パレードにて)

ダグ・ハーヴェイ（Harold Douglas Harvey、1930年3月13日 - 2018年1月13日）は、メジャーリーグベースボールの元審判員。米国カリフォルニア州サウスゲート生まれ。1960年～1980年代を中心に31年間メジャーリーグ審判を務めた。2009年にアメリカ野球殿堂入りの審判員に選出された。

## 経歴・人物
ハーヴェイは、16歳で地元高校のバスケットボールの審判を始め、後に野球やソフトボールの審判もするようになっていた。1955年から2年間サンディエゴ州立大学に通い、野球やフットボールのプレイヤーと並行して、マイナーリーグ審判員も行っていた。1958年から3年間のカリフォルニア・リーグでの経歴ののち、1961年にパシフィックコーストリーグに昇格、翌1962年にメジャーリーグに昇格した。メジャーリーグ昇格の際、後に殿堂入りとなるアル・バーリックやジョッコ・コンラン、シャグ・クロフォードらのアドバイスは、ハーヴェイに大きな影響を与えた。バーリックはルールの理解を促し、コンランは審判職に楽しみを見出すことを助け、クロフォードからは審判職の哲学を教わったそうである。ちなみに彼は、審判学校に通うこと無くメジャーリーグの審判員になった最後の審判である。
30代で既にハーヴェイは髪の毛のほとんどが銀髪で、「シルバー」というニックネームがつくほど特徴的な面持ちだったのだが、1971年シーズンにはカイゼル髭まで蓄えて登場したことがある。現役当時は多くの選手の尊敬を集めていたそうだが、ハーヴェイ自身は審判職について「何年も人々は、審判の仕事を郵便配達をやっているように見てきたと思うが、審判員とは『必要悪』なのさ。猛獣の気性と同じだ」と公言していた。
ハーヴェイは65歳まで現役を続けるつもりだったそうだが、膝の故障のため1992年、62歳で退職した。出場試合数は引退当時歴代3位の記録だった。現役時代から長く噛み煙草を使っていたが、引退後の1997年に口腔癌を発症し、それ以降は噛み煙草の危険性を訴える活動をするようになった。21世紀になって、2003年と2007年にアメリカ野球殿堂の殿堂入り選考の候補となったが、いずれの年もわずかに得票が足りず選出されなかった。その後2009年12月の投票で殿堂入りが決定した。
2018年1月13日、87歳で死去。

## 審判歴
メジャーリーグ在籍：1962年～1992年
- 出場試合数：
  - レギュラーシーズン：4673試合
  - リーグチャンピオンシップ：38試合（1970,1972,1976,1980,1983,1984,1986,1989,1991年）
  - ワールドリシーズ：28試合（1968,1974,1981,1984,1988年）
  - オールスターゲーム：6試合（1963,1964,1971,1977,1982,1992年）

## 在職中の出来事
- 1978年7月14日に行われたドジャース対カージナルスの試合の7回に、ハーヴェイはドジャースの投手ドン・サットンを退場処分にする。この試合の最中に、ヤスリで傷が付いたボールが見つかり、調べてみると他にも傷付けられたボールが2個見つかっていた。不正がばれるのを恐れていたためか、この試合サットンは4対1で敗戦投手になっている。

- 1979年8月21日のニューヨーク・メッツ対ヒューストン・アストロズの試合は、メッツが5対0で勝利目前だった。9回のアストロズの攻撃も2アウトで、次の打者ジェフリー・レナードがセンターへ平凡なフライを打ち上げた。これで試合終了と思いきや、レナードへの投球の前にメッツの遊撃手フランク・タベラスがハーヴェイにタイムを要求していたため、レナードは打ち直しとなり、一旦ベンチに下がったメッツナインもフィールドに戻ることになった。打ち直しのレナードは今度はセンターにヒットを打ったが、メッツの一塁手が守備位置についてなかったため、打席は無効だとメッツ側が抗議、レナードはまた打ち直しとなる。一塁手が守備について試合は再開され、レナードは今度はレフトフライに倒れた。ところが今度はアストロズ側が、「一塁手がいなかった間の投球カウントを無効にし、カウント0-0から再開すべき」と抗議した。この時は受け入れられなかったが、試合後ナショナルリーグ会長がこの抗議を認めたために、一度終了と思われた試合はサスペンデッドとなり、翌日9回2アウトから試合が再開された。